# Punto de McBurney

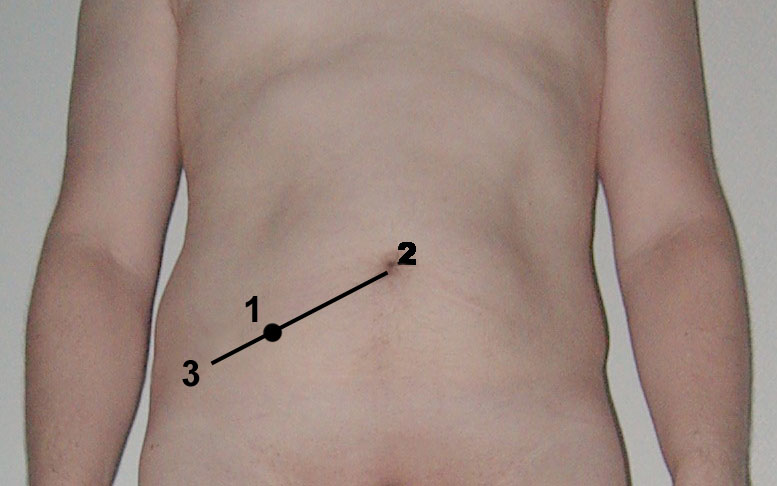
En el número 1 está el punto de McBurney

El punto de McBurney corresponde a la unión del 1/3 externo con los 2/3 internos de una línea imaginaria trazada entre la espina iliaca antero-superior derecha hasta el ombligo. Sin embargo, en algunos países la enseñanza oficial de la medicina sitúa el punto a la mitad de la línea. Es importante porque en este punto se localiza en la mayoría de los casos el apéndice vermiforme, y porque a partir de ese punto se trazará la incisión necesaria para extraer el apéndice en el tratamiento quirúrgico.

## Signo de McBurney
El comúnmente nombrado "signo de McBurney" constituye una imprecisión semiológica que hace referencia al dolor generado por la palpación del punto ya descrito anteriormente. Se considera un error semiológico pues dicho signo no se encuentra descrito en la literatura médica y el hallazgo ha de describirse siempre como "dolor en el punto de McBurney". Es un hallazgo sensible que hace pensar en apendicitis. 